# Ateneu Universitari Sant Pacià
L'Ateneu Universitari Sant Pacià és una institució educativa eclesiàstica de grau superior, l'objectiu de la qual és l'estudi de les ciències eclesiàstiques i les ciències que s'hi relacionen. Està promoguda per l'Arquebisbat de Barcelona i es va erigir canònicament mitjançant un Decret de la Congregació per a l'Educació Catòlica de l'1 d'octubre de 2015, per mitjà del cardenal Giuseppe Versaldi, prefecte de la Congregació.
Amb la creació de l'Ateneu es va donar resposta a la petició que va efectuar el Cardenal Arquebisbe Lluís Martínez i Sistach a la Santa Seu d'aglutinar sota un mateix ens universitari les tres facultats eclesiàstiques que ja existien a la ciutat de Barcelona: la Facultat de Teologia de Catalunya (1968), la Facultat de Filosofia de Catalunya (1990) i la Facultat Antoni Gaudí d’Història, Arqueologia i Arts Cristianes (2014). D’altra banda, l’Ateneu aixopluga, mitjançant la Facultat de Teologia, nou institucions més de la resta de Catalunya, que queden connectades estretament amb ell: l'Institut de Teologia Fonamental, l'Institut Superior de Litúrgia de Barcelona, el Centre d’Estudis Teològics de Mallorca i els Instituts Superiors de Ciències Religioses de Barcelona, Girona, Lleida, Mallorca, Tarragona i Vic. Totes elles han estat erigides per la Santa Seu, en depenen i es regeixen per la Constitució Apostòlica Sapientia Christiana (1980) i altres instruccions pontifícies.
L'11 de juny de 2020 s'incorpora a l'estructura de l'Ateneu Universitari una nova institució, l'Institut de Liturgia ad instar Facultatis, és a dir, amb rang de facultat.